# Richard Harris (acteur)
Pour les articles homonymes, voir Richard Harris.
Richard Harris (/ˈɹɪt͡ʃəd ˈhæɹɪs/), né le 1er octobre 1930 à Limerick (province de Munster) en Irlande et mort le 25 octobre 2002 à Fitzrovia en Angleterre, est un acteur, chanteur, compositeur et réalisateur irlandais.

## Biographie

### Carrière
Richard Harris est apparu dans Les Révoltés du Bounty (1962), Le Désert rouge (1964) sous la direction d'Antonioni au côté de Monica Vitti, Les Héros de Télémark (1965), Camelot (1967), Un homme nommé Cheval (1970) ; il joue également dans Orca et, à la fin de sa carrière, dans les deux premiers Harry Potter où il tient le rôle d'Albus Dumbledore. L'acteur meurt (de la maladie de Hodgkin) quelques semaines après la fin du tournage du deuxième volet de la saga.
Parmi ses autres rôles marquants, il joue aux côtés de Charlton Heston dans Major Dundee, qui est l’un des films les plus ambitieux de Sam Peckinpah ; on le voit également dans Impitoyable où il tient le rôle de English Bob, un chasseur de primes anglais dont une mémorable scène montre le passage à tabac par le shérif sadique joué par Gene Hackman. Il a interprété le rôle d'Abraham dans un téléfilm et de Marc Aurèle dans le film Gladiator de Ridley Scott.
Connu en tant que play-boy et buveur, il faisait partie d'une génération turbulente d'acteurs irlandais et britanniques avec Albert Finney, Richard Burton et Peter O'Toole.
Richard Harris a publié plusieurs albums de chansons folk dans les années 1960 et 1970. Le plus célèbre reste A Tramp Shining (en) en 1968, composé, arrangé et produit par Jimmy Webb. Il contient la chanson MacArthur Park.

#### Reprise du rôle de Dumbledore après sa mort
La désignation d'un successeur s'avère être un casse-tête pour le réalisateur. Plusieurs acteurs sont envisagés : Peter O'Toole, comme le souhaitait la famille de Richard Harris, Ian McKellen et Christopher Lee, tous deux issus de la Trilogie du Seigneur des anneaux contemporaine à la saga Harry Potter, ainsi que Michael Gambon, ce dernier obtenant finalement le rôle.

### Vie privée et mort
Richard Harris est le père du réalisateur Damian Harris et des acteurs Jared Harris et Jamie Harris, qu'il a eus avec l'actrice galloise Elizabeth Rees-Williams (es).
De 1974 à 1982 (divorce), il est marié avec l'actrice Ann Turkel (née en 1946).
Richard Harris reçoit un diagnostic de maladie de Hodgkin en août 2002, après avoir été hospitalisé pour une pneumonie. Il meurt à l'University College Hospital de Bloomsbury, le 25 octobre 2002, à l'âge de 72 ans,. Le corps de Richard Harris a été crématisé et ses cendres ont été dispersées aux Bahamas, où il possédait une maison. En son honneur, les British Independent Film Awards créent le Richard Harris Award.

## Filmographie

### Cinéma
- 1958 : L'Épopée dans l'ombre (Shake Hands with the Devil) de Michael Anderson : Terence O'Brien
- 1958 : Alive and Kicking (de Cyril Frankel : L'amoureux
- 1959 : Cargaison dangereuse (The Wreck of the Mary Deare) de Michael Anderson : Higgins
- 1960 : Les Combattants de la nuit (The Night Fighters) de Tay Garnett : Sean Reilly
- 1961 : Les Canons de Navarone (The Guns of Navarone) de Jack Lee Thompson : Cmdt. Barnsby
- 1961 : La Patrouille égarée (The Long ans the Short and the Tall) de Leslie Norman : cpl. Johnstone
- 1962 : Les Révoltés du Bounty (Mutiny on the Bounty) de Lewis Milestone : John Mills
- 1963 : Le Prix d'un homme (This Sporting Life) de Lindsay Anderson : Frank Machin
- 1964 : Le Désert rouge (Il Deserto rosso) de Michelangelo Antonioni : Corrado Zeller
- 1965 : Les Héros de Télémark (The Heroes of Telemark) d'Anthony Mann : Knut Straud
- 1965 : Major Dundee, de Sam Peckinpah : Capitaine Benjamin Tyreen
- 1966 : Hawaï de George Roy Hill : Capitaine Rafer Hoxworth
- 1966 : La Bible (The Bible - In the Beginning) de John Huston : Caïn
- 1967 : Opération Caprice (Caprice), de Frank Tashlin : Christopher White
- 1967 : Camelot de Joshua Logan : Roi Arthur
- 1969 : Un homme nommé Cheval (A Man Called Horse) d'Elliot Silverstein : John Morgan / Horse
- 1970 : Cromwell de Ken Hughes : Oliver Cromwell
- 1970 : Traître sur commande (The Molly Maguires) de Martin Ritt : Detective James McParlan
- 1971 : Le Convoi sauvage (Man in the Wilderness) de Richard C. Sarafian : Zachary Bass
- 1971 : Bloomfield de lui-même : Eitan
- 1973 : Le Shérif ne pardonne pas (The Deadly Trackers) de Barry Shear : Sheriff Sean Kilpatrick
- 1974 : Refroidi à 99% (99 and 44/100% Dead) de John Frankenheimer : Harry Crown
- 1974 : Terreur sur le Britannic (Juggernaut) de Richard Lester : Lt. Cmdr. Anthony Fallon
- 1976 : Echoes of a Summer de Don Taylor : Eugene Striden
- 1976 : La Revanche d'un homme nommé Cheval (The Return of a Man Called Horse) d'Irvin Kershner : John Morgan
- 1976 : La Rose et la Flèche (Robin and Marian) de Richard Lester : Richard Cœur de Lion
- 1976 : Le Pont de Cassandra (The Cassandra Crossing) de George Pan Cosmatos : Dr Jonathan Chamberlain
- 1977 : Orca de Michael Anderson : Capitaine Nolan
- 1978 : Les Oies sauvages (The Wild Geese) d'Andrew V. McLaglen : Capt. Rafer Janders
- 1979 : The Last Word de Roy Boulting : Danny Travis
- 1979 : Le Putsch des mercenaires (A Game for Vultures) de James Fargo : David Swansey
- 1981 : Au-delà de cette limite votre ticket n'est plus valable (Your Ticket Is No Longer Valid) de George Kaczender : Jason
- 1981 : Tarzan, l'homme singe (Tarzan, the ape man) de John Derek : James Parker
- 1982 : Highpoint de Peter Carter : Lewis Kinney
- 1983 : Le Triomphe d'un homme nommé cheval (Triumphs of a Man Called Horse), de John Hough : John Morgan
- 1984 : Martin's Day d'Alan Gibson : Martin Steckert
- 1988 : Mission suicide (Trappola diabolica) de Bruno Mattei : Vic Jenkins
- 1990 : The Field de Jim Sheridan : Bull McCabe
- 1992 : Impitoyable (Unforgiven) de Clint Eastwood : English Bob
- 1992 : Jeux de guerre (Patriot Games) de Phillip Noyce : Paddy O'Neil
- 1993 : Deux drôles d'oiseaux (Wrestling Ernest Hemingway) de Randa Haines : Frank
- 1993 : Le Gardien des Esprits (Silent Tongue) de Sam Shepard : Prescott Roe
- 1995 : Pleure ô pays bien-aimé (Cry the Beloved Country) de Darrell James Roodt : James Jarvis
- 1996 : Trojan Eddie de Gillies MacKinnon : John Power
- 1996 : Smilla (Smilla's Sense of Snow) de Bille August : Dr Andreas Tork
- 1998 : Le Barbier de Sibérie (Sibirskiy tsiryulnik) de Nikita Mikhalkov : Douglas McCraken
- 1999 : Un homme parmi les lions (To Walk With Lions) de Carl Schultz : Georges Adamson
- 1999 : Grizzly Falls de Stewart Raffill : Old Harry
- 2000 : Gladiator de Ridley Scott : Marc Aurèle
- 2001 : Harry Potter à l'école des sorciers (Harry Potter and the Philosopher's Stone) de Chris Columbus : Albus Dumbledore
- 2001 : Kaena, la prophétie de Chris Delaporte : Opaz (voix anglaise)
- 2002 : La Vengeance de Monte Cristo (The Count of Monte Cristo) de Kevin Reynolds : Abbé Faria
- 2002 : Harry Potter et la Chambre des secrets (Harry Potter and the Chamber of Secrets) de Chris Columbus : Albus Dumbledore
- 2002 : My Kingdom de Don Boyd : Sandeman

### Télévision

#### Série télévisée
- 1994 : Abraham : Abraham

#### Téléfilms
- 1988 : Maigret de Paul Lynch : Jules Maigret
- 1997 : Notre-Dame de Paris (The Hunchback) de Peter Medak  : Claude Frollo
- 2002 : Jules César (Julius Caesar) d'Uli Edel : Lucius Cornelius Sulla
- 2002 : L'apocalypse selon St Jean (The Apocalypse) de Raffaele Mertes : John

### Réalisateur
- 1971 : Bloomfield

## Discographie
- 1968 : A Tramp Shining
- 1968 : The Yard Went On Forever...
- 1971 : My Boy
- 1972 : Slides
- 1974 : I, In The Membership Of My Days

## Récompenses et distinctions
- Prix d'interprétation au Festival de Cannes en 1963 pour Le Prix d'un homme (pour lequel il fut nommé aux Oscars et aux BAFTA Awards).
- Golden Globe du meilleur acteur dans un film musical ou une comédie 1968 pour son rôle d'Arthur dans Camelot.
- Nomination aux Oscars et aux Golden Globes 1990 pour The Field.

## Voix françaises
En France, Richard Harris fut régulièrement doublé par William Sabatier puis par Marc Cassot.
Au Québec, Harris n'avait pas de voix spécifique.